# Open Source Geospatial Foundation
Open Source Geospatial Foundation (OSGeo) – pozarządowa organizacja non-profit założona w 2006, której misją jest wspieranie i promowanie współpracy na rzecz rozwoju otwartych technologii GIS i danych geoprzestrzennych.

## Obszary działania
Głównymi obszarami działania OSGeo są:
- otwarte dane geoprzestrzenne – organizacja wspiera nie tylko ich publikację, ale również i mechanizmy pozwalające na ich rozprzestrzenianie i modyfikację na równych zasadach;
- edukacja w zakresie geoinformacji – OSGeo wytwarza otwarte materiały edukacyjne w celu obniżenia kosztów nauki i poszerzenia wiadomości w zakresie geoinformacji;
- nauka – organizacja udostępnia materiały do wykorzystania w badaniach naukowych, a także otwarte technologie GIS potrzebne do wykonywania analiz przestrzennych;
- normalizacja – OSGeo wspiera przyjęcie norm w zakresie systemów informacji geograficznej i całej geoinformacji[1].

## Struktura organizacji
Podstawową jednostką strukturalną organizacji są komitety, z których można wyróżnić:
- zarząd;
- komitet kodeksu postępowania;
- komitet konferencyjny;
- komitet GeoForAll;
- komitet inkubacyjny;
- komitet marketingowy;
- komitet otwartej nauki o Ziemi;
- komitety sterowania projektami;
- komitet publicznej informacji geoprzestrzennej;
- komitet administracji systemów;
- komitet Organizacji Narodów Zjednoczonych (ONZ)[2].

Członkowie-założyciele OSGeo wybierają członków zarządu, którzy powołują funkcjonariuszy. Wybory odbywają się corocznie. Członkowie zarządu przyjmują odpowiednie funkcje.
Funkcjonariusze wybrani przez zarząd są przedstawicielami komitetów lub projektów, którzy odpowiadają za komunikację z osobami zajmującymi się tymi projektami.

## Projekty OSGeo
Systemy zarządzania treścią
- GeoNode

Aplikacje desktopowe
- GRASS GIS
- gvSIG
- Marble
- QGIS (dawniej Quantum GIS)

Biblioteki geoprzestrzenne
- FDO
- GDAL/OGR
- GEOS
- GeoTools
- OSSIM
- PostGIS

Katalogi metadanych
- GeoNetwork
- pycsw

Web Mapping
- deegree
- geomajas
- GeoMOOSE
- GeoServer
- Mapbender
- MapFish
- MapGuide Open Source
- MapServer
- OpenLayers

Inne projekty
- GeoForAll - Education and Curriculum
- OSGeo Live
- Public Geospatial Data

Projekty zakończone
- MapBuilder